# 料慈竹
料慈竹（学名：Bambusa distegia）为禾本科簕竹属下的一个种。

## 扩展阅读
- 維基物種上的相關：料慈竹